# Canoa Quebrada
Canoa Quebrada (Portugees voor "gebroken kano") is een internationale badplaats in het noordoosten van Brazilië op 166 km afstand gelegen van Fortaleza. De plaats maakt deel uit van de gemeente Aracati aan de oostkust van de staat Ceará.
Het landschap rond Canoa Quebrada wordt gekenmerkt door duinen en roodgetinte kliffen die zich tot 30 meter boven de zeespiegel verheffen.
De hoofdstraat van Canoa Quebrada wordt Broadway genoemd. Hier bevinden zich de meeste hotels, restaurants en winkels van de stad.

## Geschiedenis

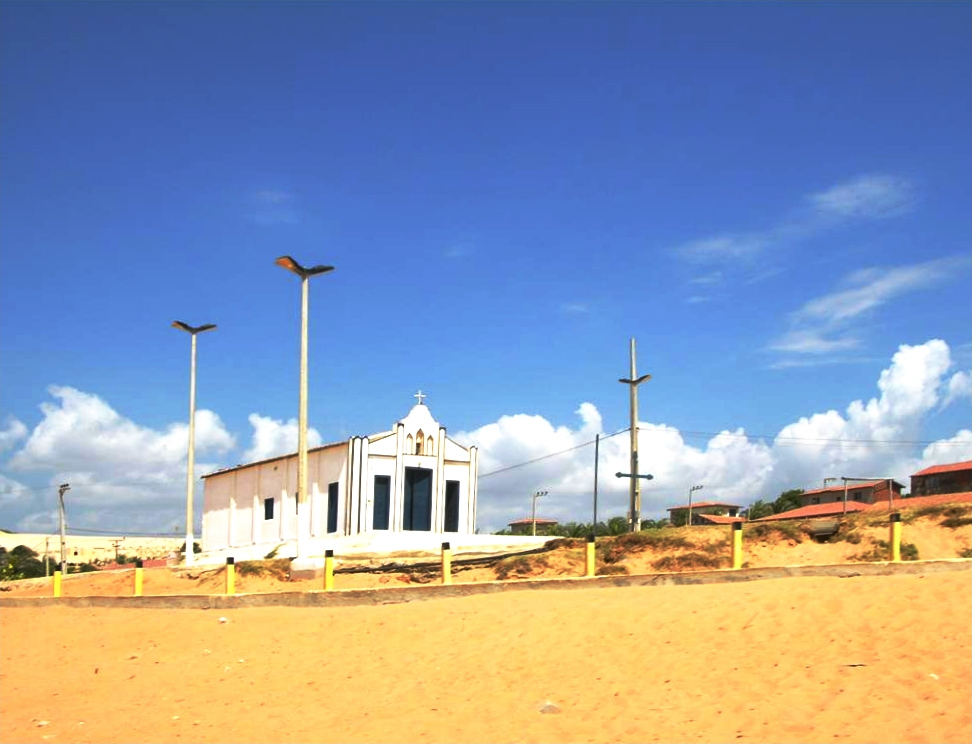
Kapel, Canoa Quebrada

Canoa Quebrada heeft zich ontwikkeld uit de kleine vissersgemeenschap Estevão.
Canoa Quebrada werd herontdekt in de jaren 60 van de 20e eeuw door Franse cineasten van de nouvelle-vaguebeweging.
Het verhaal gaat dat de Franse filmploeg overdag hard werkte om zich vervolgens over te geven aan het nachtleven. Dat is de reden waarom het beeld van een maan en een ster uitgehouwen in de rotswanden het symbool van Canoa Quebrada werd.
Volgens een andere versie van dit verhaal bevond zich binnen de filmploeg een Marokkaan die zich schuldig voelde over de voortdurende nachtelijke feesten en vergeving zocht van Allah. Om zich van de schuld te bevrijden, liet hij een maan en een ster op de rotswanden uitbeelden die tot plaatselijke iconen verworden zijn.
In de jaren 70 werd Canoa Quebrada een populair toevluchtsoord voor hippies. Zij voelden zich aangetrokken tot deze afgelegen plek, bevolkt door een inheemse stam en een kleine groep vissers, die nog steeds op traditionele wijze met jangada's (een soort vissersboot)) op zee vist. Een aantal van deze hippies bleef, trouwde met lokale bewoners en kreeg kinderen, waardoor men er nu veel nakomelingen kan tegenkomen van Zwitsers, Fransen en andere Europeanen.
Canoa Quebrada werd opnieuw het decor van een film in 1997, met de productie van Bella Dona van Bruno Barreto, en sindsdien is het een van de belangrijkste toeristische trekpleisters van Ceará. Ook de eerste opnamen van de televisieserie Malhação van de Braziliaanse televisiezender Globo werden op het strand van Canoa Quebrada gefilmd.
Tegenwoordig wordt de streek beschermd als natuurgebied van Canoa Quebrada (Área de Proteção Ambiental de Canoa Quebrada (APACQ)), een natuurgebied ter grootte van bijna 70.000 hectare.

## Toerisme
Canoa Quebrada is, op Fortaleza na, de belangrijkste toeristische trekpleister van de staat Ceará. Toeristische activiteiten omvatten onder meer outdoor-activiteiten zoals duinexcursies met buggy's, kitesurfen en windsurfen.

## Weer
Het klimaat van de streek is semi-aride. De gemiddelde temperatuur is rond de 27 °C met een gemiddeld jaarlijks maximum van 38°C en een minimum van 21°C. De jaarlijkse regenperiode valt tussen maart en mei.

## Afstanden
- Fortaleza: 166 km
- Russas: 80 km
- Mossoró: 90 km
- Rio de Janeiro: 2,732 km
- São Paulo: 3,033 km